# Quiero una cara famosa
Quiero una cara famosa (I Want A Famous Face, en inglés) es un reality show producido por MTV Networks y transmitido en América Latina por MTV Latinoamérica. Tiene una duración de media hora y es transmitido solo los fines de semana.

## Concepto
En el programa aparecen jóvenes o adultos jóvenes que deciden someterse a una cirugía, buscando parecerse a una figura conocida del espectáculo, y MTV "les pide permiso" para grabar el documental. También se incluyen escenas de otras personas que se han sometido a cirugía plástica anteriormente y que tuvieron una experiencia desagradable.
Entre las personalidades que han querido ser imitadas se encuentran:
- Jennifer Lopez
- Jessica Simpson
- Brad Pitt
- Carmen Elektra
- Britney Spears
- Tiffani-Amber Thiessen
- Kate Winslet
- Elvis Presley
- Pamela Anderson
- Arnold Schwarzenegger
- Ricky Martin
- Janet Jackson
- Brooke Burke, entre otros.